# راید، نیو ساوت ولز
راید (به انگلیسی: Ryde) یک حومه شهر در استرالیا است که در نیو ساوت ولز واقع شده‌است.